# Mikhail III, Đại công tước xứ Tver
Mikhail III Borisovich (1453 - 1505) - Công tước cuối cùng của Tver (1461 - 1485), anh rể của Ivan III cho người vợ đầu tiên của mình. Ông qua đời trên xứ người và không có con thừa kế.

## Sự mất đi sự độc lập của công quốc Tver
Cha của Mikhail, Boris, Đại vương công xứ Tver nhận thức nguy cơ Moskwa sẽ thôn tính công quốc Tver nên đã tìm cách liên minh với Lithuania của đại công Witold. Cái chết bất ngờ của Đại công Lithuania năm 1430 làm Đại vương công Tver mất hẳn chỗ dựa, ông bèn thiết lập lại liên minh với Moskwa bằng cuộc hôn nhân giữa con gái Maria với Ivan Vasilyevich; đồng thời thỏa thuận với Moskwa là sẽ gửi con trai sang làm con tin ở công quốc Moskwa

### Sự khởi đầu của triều đại Ivan III
Sau khi cha mất, Mikhail III lên ngôi Đại vương công năm 1461. Trong khi đó ở Moskwa, thái tử Ivan Vasilyevich lên ngôi hiệu Ivan III của Nga vào năm 1462. Tân Đại công Moskwa hứa sẽ bảo vệ Tver khi có xâm nhập từ bên ngoài bằng các "phên dậu" (tức là các nước cộng hòa còn độc lập) bảo vệ dọc đường đi từ Tver đến Novgorod.
Năm 1467, một dịch bệnh mới lại bùng phát khiến rất nhiều người, trong đó có em gái Maria (vợ của Ivan III) qua đời vì sốt

### Những năm cuối cùng của công quốc Tver
Năm 1463, Ivan III từ Yaroslavl đến đàn áp cuộc nổi dậy của nước cộng hòa Novgorod và sáp nhập nước cộng hòa này vào lãnh thổ Moskwa năm 1478; sau đó tiến đánh các công quốc khác. Mikhail III thấy trước nguy cơ bị tiêu diệt nên đã liên minh chặt chẽ với Lithuania bằng cách bí mật kết hôn cháu gái của Casimir IV Jagiellon. Những việc này đã bị Ivan III biết được. Ivan cho đó là sự xúc phạm và có thể vui mừng trước sự xuất hiện của một lý do để chống lại Tver.
Sau khi chôn cất xong mẹ mình là thái hậu Martha vào mùa đông 1485, Ivan III bắt đầu tổ chức một cuộc tấn công vào Tver. Đại công Mikhail III run sợ, vội ký hiệp ước hòa bình với Ivan. Trong hiệp ước, Đại công Moskwa đòi phải hạn chế tự do ngoại giao của Mikhail. Thế nhưng, Mikhail phần bởi hiệp ước bằng âm mưu lẩn trốn sang Lithuania. Âm mưu này nhanh chóng bị phá bởi việc quan biên phòng bắt được người liên lạc và bức thư mà đại công Mikhail cho Casimir IV, Ivan III coi đó là sự phản bội trắng trợn. Mikhail chẳng còn gì ngoài lời xin lỗi. Ông đã gửi Giám mục Tver và Hoàng tử Holm đến làm con tin ở Moskwa, nhưng họ không được chấp nhận

### Việc xâm chiếm Tver bởi Ivan III
Cuối năm 1465, Ivan ra lệnh cho thống đốc Novgorod, Yakov Zakharyevich đem quân đến Tver và riêng mình có một đạo quân hỗ trợ. Vào ngày 8 tháng 9 năm 1485, Ivan bao vây Tver và châm lửa. Hai ngày sau (ngày 10 tháng 9) hầu như tất cả các hoàng tử và thiếu niên chạy trốn khỏi Tver, để lại Mikhail một mình trong cung. Mikhail không còn đường nào khác là quyết định chạy trốn sang Lithuania. Đức Giám mục Vassian, Hoàng tử Mikhail Kholmsky và các hoàng tử khác, các nam và người Zemstvo. "mở thành phố cho (van, đi ra ngoài và thờ phượng ông ta như một vị vua chung của Nga"
Ivan III đã ngăn chặn quân đội cướp thành phố và các vùng lân cận. Vào ngày 15 tháng 9, ông vào Tver và cùng ngày này đã trao quyền cai trị Tver cho con trai Ivan Ivanovich Trẻ

## Sau sự sụp đổ của Tver
Mikhail Borisovich sớm đến Krakow gặp Casimir IV và yêu cầu vua Ba Lan giúp trong cuộc chiến chống lại Ivan III. Vua Ba Lan sau khi xem xét tình hình đã quyết định từ chối ý kiến đó. Đổi lại, vua Ba Lan tặng hai khu bất động sản nhỏ - "sân" của cá hồi với Belavichi và Goshchov trong triều đại Slonim và bất động sản của Pechikhvost ở vùng Volyn. Người ta biết rằng ông qua đời vào mùa thu năm 1505.